# Сенекаль
Сенекаль (фр. Sénécal, примерно 1820 — ?) — литературный персонаж из третьего романа Гюстава Флобера «Воспитание чувств» (1869).
Наряду с мелким буржуа, рентовладельцем и акционером Фредериком Моро, адвокатом Шарлем Делорье, журналистом и владельцем газеты «Весельчак» Юссонэ автор включил репетитора математики Сенекаля в список действующих лиц, чьи поступки и монологи составляют идеологический стержень романа. В разные жизненные периоды Моро и Делорье симпатизировали политическим воззрениям Сенекаля, частично их разделяли. Наблюдая за развитием образа Сенекаля, читатель получил возможность ознакомиться с теневыми сторонами современной Флоберу французской действительности, узловым моментом европейской истории и периодом общественных волнений.
В начале повествования предстает ригористом, радикалом и социалистом. Участник тайных обществ. Но далее художественный образ претерпевает сложные изменения, частично вызванные внешними обстоятельствами. В книге «История зарубежной литературы XIX века», вышедшей под редакцией Н. А. Соловьевой (М., 1991) авторы главы «Французская литература: Реализм» Е. А. Петрова и Е. Г. Петраш охарактеризовали Сенекаля «интеллектуалом, претендующим на роль идеолога республиканского движения».
Сенекаль — особое действующее лицо «Воспитания чувств». Через него автором раскрывается противоречивая природа социалистической пропаганды и ошибки сторонников социализма на парижских баррикадах 1848 года. Некоторые литературоведы относят Сенекаля к «носителям революционного фанатизма и доктринерства». Так или иначе, но в образе Сенекаля показан приход к государственному терроризму. За радикальные убеждения и участие в уличных боях Сенекаль оказался за решеткой.
При описании нечеловеческих условий содержания заключенных в подвалах Тюильри Флобер достигал вершин социальной прозы. Далее Сенекаль предал идеалы молодости, чтобы перейти на сторону Луи Бонапарта. Логика развития литературного образа позволяет читателю причислить Сенекаля к типу провокаторов. В последнем эпизоде с участием республиканца и простака Дюссардье Сенекаль закономерно причислен к представителям тайной полиции. Фредерик Моро становится свидетелем уличной сцены, когда Дюссардье погибает, бросившись на офицерскую шпагу Сенекаля. В последней главе третьей части романа тугодум Мартинон становится сенаторами. Юссонэ «ведает всеми театрами, всей прессой». Во второй половине 1860-х годов Сенекаль исчез из поля зрения Фредерика Моро и Шарля Делорье, смирившихся с жизненными неудачами.